# Мир (энергосистема)
Энергосисте́ма «Мир» (МГЭО́ «Мир») — объединённая энергосистема стран социалистического лагеря. Была создана с целью равномерного перераспределения электроэнергии от богатого топливно-энергетическими ресурсами СССР к другим социалистическим странам. Функционировала с начала 1960-х годов до распада СЭВ и СССР. Охватывала пространство от Улан-Батора до Эрфурта и на пике своего развития являлась крупнейшей на тот момент на планете.

## Общее описание
Энергосистема «Мир» начала формироваться в начале 1960-х годов. К концу 1970-х годов представляла собой межгосударственное объединение энергосистем социалистических стран (европейских стран-членов СЭВ и Монголии) с установленной мощностью около 400 млн кВт (являясь крупнейшей на тот момент на планете). Географически энергосистема «Мир» включая в себя ЭЭС стран Восточной Европы (Болгарии, Румынии, Чехословакии, Венгрии, Польши и Восточной Германии), ЕЭС СССР и Центральную ЭЭС Монголии. После решения о роспуске СЭВ и распада СССР энергосистема прекратила функционирование.

### Список ЛЭП
В 1972 году в системе было 22 межгосударственные линии электропередач напряжением 110—400 кВ с общей пропускной способностью около 7200 МВ·А.
К концу 1980-х годов между СССР и странами восточной Европы функционировало 11 линий электропередач напряжением 220—750 кВ (см. таблицу):
| Наименование пограничных подстанций                 | Напряжение (кВ) | Длина (км) | Пропускная способность (МВА) |
| --------------------------------------------------- | --------------- | ---------- | ---------------------------- |
| Хмельницкая АЭС (Украина) — Жешув (Польша)          | 750             | 396        | 2500                         |
| Западноукраинская (Украина) — Альбертирша (Венгрия) | 750             | 478        | 2500                         |
| Южноукраинская АЭС (Украина) — Исакча (Румыния)     | 750             | 400        | 2600                         |
| Мукачево (Украина) — Капушаны (Словакия)            | 400             | 51         | 690                          |
| Мукачево (Украина) — Шайосегед (Венгрия)            | 400             | 142        | 690                          |
| Мукачево (Украина) — Рошиорь (Румыния)              | 400             | 115        | 690                          |
| Вулканешты (Молдова) — Добруджа (Болгария)          | 400             | 234        | 1700                         |
| Добротворская ТЭС (Украина) — Замость (Польша)      | 220             | 96         | 315                          |
| Мукачево (Украина) — Тисалек (Венгрия)              | 220             | 97         | 330                          |
| Мукачево (Украина) — Кишварда (Венгрия)             | 220             | 54         | 330                          |
| Россь (Беларусь) — Белосток (Польша)                | 220             | 99         | 230                          |

## Причины создания
Энергосистема «Мир» была создана с целью международного разделения труда социалистических стран в сфере электроэнергетики в связи с неравномерным размещением между ними топливно-энергетических ресурсов (имеющий богатые месторождения угля, газа и большие гидроресурсы СССР производил избыточное количество электроэнергии и мог передавать ее дефицитным энергосистемам). Создание объединенной энергосистемы позволило увеличить взаимный обмен электроэнергией между странами, уменьшить общий необходимый резерв мощностей в национальных энергосистемах, повысить экономичность работы и надежность электроснабжения потребителей. Экономический эффект системы состоял в аварийной взаимопомощи, снижении потребной генерирующей мощности в каждой из стран-участниц и снижении общей величины мощности резерва за счёт несовпадения максимумов нагрузки в энергосистемах каждой из стран, которые находились в разных поясах времени.
Строительство международных линий электропередачи (ЛЭП) было увязано с долгосрочными планами развития национальных экономик. Планирование и регулирование перетоков мощностей между странами регулировалось согласно графикам в контрактах по экспорту и импорту электроэнергии в рамках межгосударственных договоров.

## История формирования
В 1956 году в рамках СЭВ была образована Комиссия по обмену электроэнергией и комплексному использованию гидроресурсов реки Дунай, которая впоследствии стала Постоянной Комиссией СЭВ по электроэнергии. В середине 1950-х годов в СССР, ГДР и ЧССР уже сформировались единые государственные энергосистемы, остальные страны СЭВ только начали их формирование, при этом выработка электроэнергии в этих странах в основном производилась мелкими промышленными и коммунальными электростанциями, объединёнными в множество локальных, не связанных друг с другом электрических сетей отдельных районов.
Рекомендации по начальному этапу осуществления параллельной работы энергосистемы «Мир» и сооружения межсистемных линий электропередачи были подготовлены Постоянной комиссией СЭВ по электроэнергии и одобрены 11-й сессией СЭВ в 1959 году.
Уже в 1960 году межсистемными линиями электропередач напряжением 220 кВ были объединены энергосистемы ГДР, Польши, Чехословакии и Венгрии. В 1962 году были введены в эксплуатацию ряд ЛЭП 220 кВ, объединившие энергосистемы СССР, Венгрии и Польши, по которым экспортировалась электроэнергия из СССР. В этом же году 25 июля для обеспечения надежной параллельной работы энергосистем Болгарии, Венгрии, ГДР, Польши, Румынии, СССР и Чехословакии в Праге было создано Центральное диспетчерское управление объединения энергосистем, которое координировало действия центральных диспетчерских управлений этих стан. Круглосуточное дежурство на ЦДУ началось 1 января 1963 года. Руководил ЦДУ совет из руководителей государственных диспетчерских центров стран-участниц, который собирался дважды в год для решения организационных и стратегических вопросов. Оперативное управления совместной работой осуществляло совещание главных диспетчеров тоже с периодичностью сбора дважды в год. В исполнительный аппарат входили диспетчера, секретариат, группы связи, режимов и фиксации перетоков. Персонал формировался из 6-7 диспетчеров от каждой страны-участницы.
В 1963 году была построена межсистемная узловая трансформаторная подстанция 220/400 кВ в Мукачево, соединившая энергосистемы Венгрии, Румынии, Чехословакии и Львовскую энергосистему СССР.
В 1965 в единую энергосистему была включена Болгария.
В 1967 году была построена ЛЭП направлением Румыния — Болгария.
В 1973 году, после завершения сооружения линии электропередачи 400 кВ Молдавская ГРЭС — Вулканешты (СССР) — Добруджа (Болгария), Болгарская энергосистема была включена на параллельную работу с Единой энергосистемой СССР, временно отделившись от энергосистемы «Мир».
В 1974 году была построена ЛЭП «СССР — МНР (Монгольская народная республика)».
Изначально параллельно с объединённой энергосистемой Восточной Европы работала только Львовская энергосистема СССР. В 1974 году было подписано Генеральное соглашение о строительстве линии электропередачи 750 кВ Винница — Западноукраинская (СССР) — Альбертирша (Венгрия), строительство которой было завершено в 1978 году. Этой линией были соединены энергосистема «Мир» и Единая энергосистема СССР, и уже в 1979 году они стали работать параллельно.
В начале 1980-х годов были построены ЛЭП между СССР с одной стороны и Польшей и Болгарией с другой.
Энергосистема «Мир» исчезла после распада СЭВ и СССР. Энергосистема восточной части Германии VEAG присоединилась к Западноевропейскому межгосударственному энергообъединению UCPTE в сентябре 1995 года, энергетическое объединение Польши, Чехии, Венгрии и Словакии CENTREL присоединилось к UCTE в октябре 1995 года. Энергосистемы Болгарии и Румынии после распада «Мира» ещё несколько лет функционировали совместно с энергообъединением стран СНГ и Балтии, после чего тоже вошли в UCPTE. Отдельные части энергосистемы бывшего СССР тоже продолжали некоторое время функционировать в едином режиме, например БРЭЛЛ.

## Результаты работы
С 1962 по 1978 год производство и потребление электроэнергии в странах-участницах объединённой энергосистемы увеличилось в 3,1 раза, а суммарный объем взаимных поставок в 7,6 раза. Эффект от совмещения графиков нагрузки национальных энергосистем увеличился с 200 до 1100 МВт.
В 1967 году суммарная величина поставок и обмена электроэнергией составила 8,5 млрд кВт⋅ч, а экспорт электроэнергии из СССР 1,8 млрд кВт⋅ч. Экономия на капиталовложениях и эксплуатационных издержках более чем в 2 раза превысила расходы на сооружение межгосударственных ЛЭП.
В 1972 году обмен электроэнергией между странами-участницами объединённой энергосистемы составил около 16 млрд кВт⋅ч, при этом внеплановый обмен с целью балансировки энергосистемы составил около 850 млн кВт⋅ч.
Выгоды от создания Мира в 1970-х годах обусловили ее дальнейшее расширение.
К концу 1980-х годов СССР экспортировал в страны СЭВ до 30 млрд кВт⋅ч (по другим данным почти 40 млрд кВт⋅ч в год).